# Инглиш (Индијана)
Инглиш (енгл. English) град је у америчкој савезној држави Индијана.

## Демографија
По попису из 2010. године број становника је 645, што је 28 (-4,2%) становника мање него 2000. године.
| Група             | 2000.       | 2010.       |
| Белци             | 662 (98,4%) | 626 (97,1%) |
| Афроамериканци    | 0 (0,0%)    | 2 (0,3%)    |
| Азијати           | 0 (0,0%)    | 1 (0,2%)    |
| Хиспаноамериканци | 4 (0,6%)    | 5 (0,8%)    |
| Укупно            | 673         | 645         |